# Trung Nghĩa, Yên Phong
Trung Nghĩa là một xã thuộc huyện Yên Phong, tỉnh Bắc Ninh, Việt Nam.

## Địa lý
Xã Trung Nghĩa có diện tích 7,8 km², dân số năm 1999 là 8.347 người, mật độ dân số đạt 1.070 người/km².

## Hành chính
Xã Trung Nghĩa được chia thành 5 thôn: Tiên Trà, Ngô Nội, Phù Lưu, Đông Mai, Yên Từ.

## Lịch sử
Tháng 9 năm 1948, xã Trung Nghĩa chính thức được thành lập trên cơ sở hợp nhất của hai xã Đông Từ và xã Ngô Nội.